# Cinemax
Cinemax je americká placená televizní stanice vysílající filmy patřící společnosti HBO. Tento program má i alternativu v podobě kanálu Cinemax 2. Název stanice vznikl složením slov cinema a maximum.